# مسئله ذهن و جسم

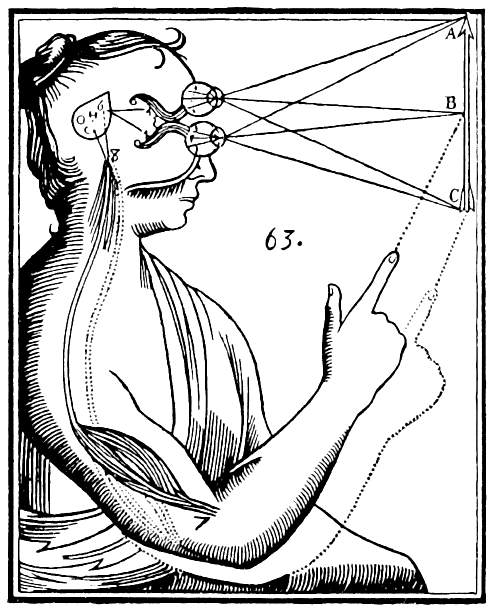
نقاشی رنه دکارت برای به تصویر کشیدن دوگانگی ذهن/بدن. دکارت معتقد بود که ورودی‌ها توسط اندام حسی بدن به غده کاجی در مغز فرستاده شده و از آنجا به روح غیر مادی فرستاده می‌گردد.

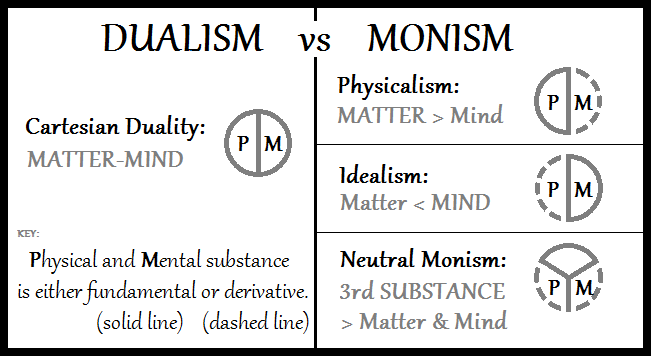
رهیافت‌های مختلف به سمت حل مسئله ذهن-جسم

مسئله ذهن و بدن یا نفس و بدن (به انگلیسی: mind–body problem) مناقشه‌ای که پیرامون ارتباط میان فکر و خودآگاهی در ذهن انسان و مغز به عنوان عضو فیزیکی بدن، بحث می‌نماید. این مسئله از این پرسش متمایز است که ذهن و بدن چگونه به لحاظ شیمیایی و فیزیولوژیکی کار می‌کنند، چون در آن پرسش تعامل‌گرایی میان ذهن و بدن پیش فرض انگاشته شده‌است. این مسئله زمانی مطرح می‌شود که ذهن و جسم دو چیز متفاوت پنداشته می‌شوند؛ برمبنای این فرضیه که ذهن و جسم در ماهیت خود به‌صورت اساسی از هم متفاوت‌اند.
طرح این مسئله توسط رنه دکارت در قرن هفدهم میلادی منتج به دوگانه‌انگاری دکارتی شد. این مسئله توسط فیلسوفان قبل از ارسطو، در فلسفه سینوی و در سنت‌های اولیه آسیایی نیز مطرح بوده‌است. دربارهٔ این مسئله رویکردهای گوناگونی پیشنهاد شده‌است. این رویکردها یا دوگانه‌گرا هستند یا یگانه‌انگار. دوگانه‌گرایی یک تمایز سختگیرانه میان واقعیت‌های ذهن و ماده قائل است. یگانه‌انگاری می‌گوید تنها یک واقعیت متحد کنندهٔ خنثی یا ماده یا جوهر وجود دارد که همه چیز می‌تواند بر مبنای آن تشریح گردد.
هر کدام از این دسته‌ها دارای انواع متعددی هستند. دو نوع اصلی دوگانه‌گرایی عبارت از دوگانه‌گرایی جوهری است که بر پایه آن ذهن از یک نوع جوهر مجزا ساخته شده‌است که از قوانین فیزیکی تبعیت نمی‌کند و دوگانه‌انگاری ویژگی که بر پایه آن ویژگی‌های ذهنیِ درگیر تجربه‌های خودآگاهانه، همان ویژگی‌های بنیادین هستند، سایر ویژگی‌های اساسی نیز توسط فیزیکِ مکمل شناخته می‌شوند. سه نوع مهم یگانه انگاری عبارتند از، فیزیکالیسم که بر پایه آن ذهن متشکل از ماده‌ای است که با روشی ویژه سازمان یافته‌است؛ ایده‌آلیسم که می‌گوید این تنها تفکر است که حقیقتاً وجود دارد و ماده تنها نمایانگر فرایندهای ذهنی است و یگانه‌انگاری بی‌طرفانه (یا خنثی)، که می‌گوید ذهن و ماده ابعادی از جوهرهای مجزا هستند که با هیچ‌یک از آنها مشابه نیستند. دوگانه‌انگاری موازی می‌تواند جایگزین محتملِ سومی برای رابطه میان ذهن و جسم و تعامل (دوگانه‌گرایی) و کنش یک جانبه (یگانه‌انگاری) باشد.
نگرش‌های فلسفی متعددی ایجاد شده‌اند که دوگانگی ذهن و جسم را رد می‌کنند. متریالیسم تاریخی کارل مارکس و نویسندگان بعدی که خود نوعی از فیزیکالیزم است، بدین باور بود که خودآگاهی بر اثر اتفاقات مادی محیط یک شخص ناشی می‌شود. ردِ صریح مسئله دوگانگی ذهن و جسم در ساختارگرایی فرانسوی یافت می‌شود و این موضعی است که به صورت کلی فلسفه‌های قاره‌ای پسا-جنگ را مشخصه‌سازی کرده‌اند.
عدم وجود یک نقطه تقاطع قابل شناسایی میان ذهن غیر فیزیکی (اگر چنین چیزی وجود داشته باشد) و توسعهٔ فیزیکی آن (اگر چنین چیزی وجود داشته باشد) از دید دوگانه‌گرایی یک مسئله دشوار و حل نشده بوده و بسیاری از فلاسفه مدرن ذهن بدین باورند که ذهن چیزی مجزا از جسم نیست. این رویکردها به ویژه در علوم تأثیر بسزایی داشته‌است، به‌خصوص در این حوزه‌ها: زیست‌جامعه‌شناسی، علوم کامپیوتر، روان‌شناسی تکاملی و علوم اعصاب.
یک مدل باستانی از ذهن که از آن با عنوان «مدل پنج-توده» یاد می‌شود و در تعالیم آیین بودایی تشریح شده‌است، می‌گوید ذهن عبارت از اندیشه‌های احساسی و پدیدارهای ذهنی است که همواره در حال تغییر می‌باشد. از طریق این مدل می‌توان درک کرد که این همان اندیشه‌های احساسی و پدیدارهای ذهنی (یعنی ذهن) همیشه در حال تغییر است که تمامی پدیدارهای خارجی در جهان و همچنین تمامی پدیدارهای داخلی شامل آناتومی جسم، سیستم اعصاب و همچنین عضوِ مغز را تجربه و تجزیه و تحلیل می‌کند. این گونه درک ما را به دو سطح از تحلیل هدایت می‌کند: (۱) تحلیل از نقطه نظر یک شخص سوم در مورد اینکه مغز چگونه کار می‌کند و (۲) تحلیل نمودن تجسم لحظه به لحظه‌ای جریان سیال ذهن یک فرد (این تحلیل از نقطه نظر شخص اول انجام می‌شود). طبق تحلیل دوم، تجسم‌های ذهنی همواره برای هر فرد در زندگی روزمره اتفاق می‌افتد، حتی برای دانشمندی که پدیدارهای مختلف در دنیا را تجزیه و تحلیل می‌کند، شامل تجزیه و تحلیل و فرضیه سازی در مورد مغز.

## تعامل ذهن و بدن و علیت ذهنی
فیلسوفان دیوید ال. راب و جان اف. هیل مسئله علیت ذهنی را در قالب مسئله تعامل ذهن و جسم معرفی نمودند:
تعامل ذهن و جسم در درک پیش-نظری ما از عامل، جایگاه مرکزی دارد. در واقع، علیت ذهنی اغلب در فهمیدن اینکه خود مسئله ذهن و جسم چگونه ایجاد شده‌است، صریحاً به ما کمک می‌کند. بعضی از فلاسفه بر این تأکید دارند که نفس تشریحِ روانشناختی، قابلیت فهم علیت ذهنی را روشن می‌نماید. اگر ذهن شما و حالت‌های آن، یعنی عقاید و علایق شما، از رفتار جسمی شما جدا شده باشد، پس آنچه در ذهن شما می‌گذرد قادر نخواهد بود تا آنچه را انجام می‌دهید تشریح کند. اگر تشریح روانشناختی حرکت کند، به پیروی از آن، روایت‌های نزدیک به عامل و مسئولیت اخلاقی نیز حرکت خواهد کرد. البته نکات متعددی در ارتباط با دریافت راه حل قانع کننده برای مسئله علیت ذهن وجود دارد [و] بیش از یک راه وجود دارد که «ارتباط عِلی» ذهن با رفتار (و به صورت عموم به دنیای فیزیکی) می‌تواند معماساز شود.
[رنه دکارت] دستور العملی را برای بحث‌های بعدی پیرامون ارتباط ذهن و جسم ترسیم نمود. طبق نظریه دکارت، ذهن‌ها و جسم‌ها از جمله انواع متمایز «ماده» هستند. به باور او، اجسام، مواد توسعه یافته در فضا بوده و قابلیت احساس یا تفکر را ندارند، در مقابل، ذهن‌ها عبارت از مواد امتداد (گسترش) نیافته‌ای اند که قادر به تفکر و حس کردن هستند. با این حال اگر ذهن‌ها و اجسام انواع عمیقاً متفاوتی از مواد باشند، دیگر دانستن اینکه آنها از لحاظ عِلی چگونه می‌توانند تعامل نمایند آسان نخواهد بود. شاهدخت الیزابیت بومیا در ۱۶۴۳ میلادی، طی یک نامه این نکته را نیرومندانه به او یادآور می‌شود:
اگر تنها مسئله خود آگاهی مطرح باشد، پس چگونه روح انسان می‌تواند حرکت ارواح حیوانی را در جسم تعیین نماید تا اعمال اختیاری را انجام دهد. برای اینکه تحرکی انجام شود، ظاهراً باید جسمِ متحرک به پیش رانده شود که این خود بستگی به نوع انگیزه‌ای دارد که باعث تحرک جسم می‌شود، یا به عباره دیگر، بستگی به ماهیت و شکل مورد بعدی دارد. حالا دو شرط اولی مربوط به تماس می‌شود و شرط سومی بیانگر این است که شی انگیزش دهنده نیز مصداق دارد؛ اما شما به‌طور مطلق این مصداق را در روایت تان از روح مستثنی نموده‌اید و تماس به نظر من ناسازگار با غیرمادی بودن یک شیء است …

الیزابیت نظریه مکانیکی شایع در مورد نحوهٔ علیت اجسام را تشریح می‌نماید. روابط علِی مورد تأیید فیزیک مدرن می‌تواند اشکال مختلفی داشته باشد که همه آنها از نوع فشار-کشش نیستند.— David Robb and John Heil، "Mental Causation" in The Stanford Encyclopedia of Philosophy
نوروفیلسوف معاصر، جورج نورتوف، پیشنهاد می‌نماید که علیت ذهنی با علیت رسمی کلاسیک و علیت نهایی همخوانی دارد.
زیست‌شناس، عصب‌شناس نظری و فیلسوف، والتر جی فریمن، پیشنهاد می‌نماید که تشریح تعامل ذهن و جسم از طریق «علیت مدور» نسبت به علیت خطی بیشتر مطرح است.
در علوم اعصاب، مسائل زیادی در مورد تعامل متقابل میان فعالیت مغز و تجارب فردی و خود آگاهانه آموخته شده‌است. بسیاری پیشنهاد می‌دهند که عصب‌شناسی در نهایت قادر است تا خودآگاهی را تشریح کند: «... خودآگاهی یک فرایند زیست‌شناختی است که در نهایت می‌تواند از طریق مسیرهای پیامرسانی مولکولی که توسط تجمعات سلول‌های عصبی برای برقراری ارتباط استفاده می‌شود، تشریح گردد …» با این حال، این نظریه هم نقد شده‌است، چون این مسئله که خودآگاهی یک فرایند است باید به اثبات برسد و «مسئله سخت»، ارتباط دهی مستقیم خودآگاهی به مغز هنوز هم پابرجا مانده‌است.
امروزه علوم شناختی به‌طور فزاینده اشتیاق دارد تا مفاهیم ادراک، تفکر و عمل انسان را درک کند. مدل‌های معنوی پردازش معلومات، دیگر به عنوان دلایل قانع کننده برای ذهن انسان قابل قبول نیست. اشتیاق‌ها حالا بیشتر به تعامل میان جسم مادی انسان و محیط پیرامون او و به روشی که این تعاملات ذهن انسان را شکل می‌دهند، کشیده شده‌است. طرفداران این نظریه امیدوار هستند که این نظریه بتواند در نهایت تقسیم دکارتی از ذهن غیرمادی و موجودیت مادی انسان‌ها را حل کند (داماسیو، ۱۹۹۴؛ گالاگر، ۲۰۰۵). یک موضوع که ظاهراً در فراهم نمودن یک پل میان شکاف ذهن و جسم خیلی امید بخش است، عبارت از مطالعه اعمال جسمی است، که نه واکنش‌های انعکاسی به انگیزش‌ها است و نه نشان دهنده وضعیت ذهنی، بلکه با ویژگی حرکت گونه عمل، تنها رابطه اختیاری دارد. (مانند فشار دادن یک دکمه برای انتخاب یک گزینه). شکل، زمان‌بندی و تأثیرات این چنین اعمالی از مفهوم آنها جدایی ناپذیر است. ممکن است کسی بگوید، این اعمال از قبل توسط محتویات ذهنی پر شده‌اند، که نمی‌توان آنها را بدون مطالعه ویژگی‌های مادی شان درک نمود. تقلید، تکان دادن اعضای بدن بمنظور برقراری ارتباط، و استفاده از ابزار، مثال‌هایی از این نوع اعمال هستند.— Georg Goldenberg، "How the Mind Moves the Body: Lessons From Apraxia" in Oxford Handbook of Human Action

## ارتباطات عصبی

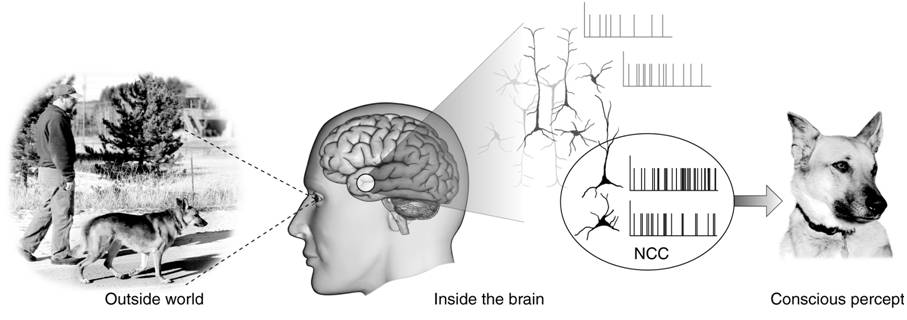
ارتباطات نورونی آگاهی، کوچک‌ترین زیرمجموعه از رویدادهای نورونی و ساختارهایی را تشکیل می‌دهند که برای درک یک آگاهی یا خاطره کفایت می‌کند. این مورد شامل پتانسیل‌های عمل در نورون‌های هرمی واقع در نئوکورتکس می‌باشد.

ارتباطات عصبی خود آگاهی «عبارت از کوچک‌ترین مجموعه از مکانیزم‌ها و رویدادهای مغزی است که برای برخی از احساس‌های آگاهانه کافی می‌باشند، این ارتباطات همانند رنگ سرخ قابل دید و آسان بوده و همانند احساس اشتیاق، اسرار آمیز و غریزی که هنگام نگاه کردن به جنگل بهتان دست می‌دهد پیچیده‌اند …» دانشمندان عصب‌شناس از رویکردهای تجربی برای کشف ارتباط عصبی پدیدارهای ذهنی استفاده می‌نمایند.

## نوروزیست‌شناسی و نوروفلسفه
هر علم که قرار است به مطالعه خودآگاهی بپردازد، باید قادر باشد تا رابطه دقیق میان حالات ذهنی آگاهانه و حالات مغز را که از اثر تعاملات الکتروشیمیایی در بدن ناشی می‌شود و به اصطلاح مسئله مشکل خودآگاهی معروف است تشریح نماید. نوروبیولوژی، همچون حوزه‌های: عصب‌روان‌شناسی و روان‌درمانی عصبی، این ارتباط را به لحاظ علمی مورد مطالعه قرار می‌دهد. نوروفلسفه، یک شاخه بین-رشته‌ای بوده و به مطالعه علوم اعصاب و فلسفه ذهن می‌پردازد. در این رابطه، نوروفیلسوفانی همچون پاتریشیا چرچلند، پاول چرچلند و دنیل دنت، در درجه اول بر روی جسم تمرکز نموده‌اند نه ذهن. در این رابطه ممکن است بتوان ارتباطات عصبی را به عنوان عامل خودآگاهی در نظر گرفت، که در آن آگاهی را می‌توان به عنوان خاصیت تعریف نشده‌ای در نظر گرفت که به سامانه زیستی پیچیده، تطابق پذیر و به شدت به هم مرتبط وابسته است. با این حال، هنوز معلوم نیست که آیا کشف و تمایز ارتباطات عصبی باعث می‌شود تا یک چنین نظریهٔ خودآگاهی ایجاد شود که بتواند تجارب شخص-اول از این «سامانه‌ها» را تشریح نماید یا اینکه تعیین شود آیا سایر سیستم‌هایی که به این اندازه پیچیده هستند، فاقد چنین ویژگی‌هایی اند یا خیر؟

### کلی
- جسم‌ذهن
- اتاق چینی
- علوم اعصاب شناختی
- خودآگاهی
- آگاهی جانوران
- دوگانه‌انگاری ذهن و بدن
- همایندگرایی
- اگزیستانسیالیسم
- شکاف تبیینی
- اختیار
- مسئله دشوار خودآگاهی
- حس آمیزی (نوروفیزیولوژی)
- ذهن
- نوروفلسفه
- نوروساینس اختیار
- زامبی فلسفی
- فلسفه هوش مصنوعی
- فلسفه ذهن
- تکثرگرایی (فلسفه)
- کیفیات ذهنی
- فروکاست‌گرایی
- ذی‌شعور بودن
- حلقه عجیب
- آزمون تورینگ

### افراد
- جان سرل

## کتابشناسی
- Bunge, Mario (2014). The Mind–Body Problem: A Psychobiological Approach. Elsevier. ISBN 978-1-4831-5012-3.
- Feigl, Herbert (1958). "The 'Mental' and the 'Physical'".  In Feigl, Herbert; Scriven, Michael; Maxwell, Grover (eds.). Concepts, Theories, and the Mind-Body Problem. Minnesota Studies in the Philosophy of Science. Vol. 2. Minneapolis: University of Minnesota Press. pp. 370–457.
- Gendlin, E. T. (2012). "Line by Line translation on Aristotle's De Anima, Books I and II" (PDF).
- Gendlin, E. T. (2012). "Line by Line translation on Aristotle's De Anima, Book III" (PDF).
- Hicks, R. D. (1907). Aristotle, De Anima. Cambridge University Press.
- Kim, J. (1995). "Mind–Body Problem", Oxford Companion to Philosophy. Ted Honderich (ed.). Oxford: Oxford University Press.
- Jaegwon Kim (2010). Essays in the Metaphysics of Mind. Oxford University Press. ISBN 978-0-19-162506-0.
- Massimini, M. ; Tononi, G. (2018). Sizing up Consciousness: Towards an Objective Measure of the Capacity for Experience. Oxford University Press.
- Turner, Bryan S. (1996). The Body and Society: Exploration in Social Theory.